# Astrotrichilia asterotricha
Astrotrichilia asterotricha är en tvåhjärtbladig växtart som först beskrevs av Ludwig Radlkofer, och fick sitt nu gällande namn av M. Cheek. Astrotrichilia asterotricha ingår i släktet Astrotrichilia och familjen Meliaceae. Inga underarter finns listade i Catalogue of Life.